# تشاندرا فري
تشاندرا فري (بالإنجليزية: Chandra Free)‏ (25 ديسمبر 1981، أورلاندو في الولايات المتحدة)؛ رسامة كارتون وروائية أمريكية.